# 비제이 레코드

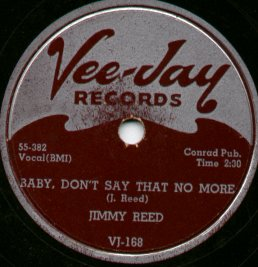
지미 리드의 싱글

비제이 레코드(Vee-Jay Records)는 미국의 음반사이다. 1950년대 창립. 시카고에 소재하며 블루스, 재즈, 리듬 앤 블루스, 로큰롤을 주로 발매한다.
1953년 비비안 카터와 제임스 C. 브라켄에 의해 인디애나주 게리에서 창립되었다. 창립자 2인은 부부관계로 비제이라는 사명은 그들의 두문자를 딴 것이다. 비비안의 형제 캘빈 카터가 본사의 A&R맨이었다. 1955년 찬스 레코드 소속이던 이워트 애브너가 합류하여 초대 매니저를 지내고 이후 부회장, 회장을 역임하였다. 아프리카계 아메리카인 소유의 음반사로서 당사 최초의 곡이 전미 R&B 차트 톱 10에 올랐을 정도로 빠르게 주류 R&B 레이블로 성장하였다.